# Stupnik
Stupnik è un comune della Croazia di 3 251 abitanti della Regione di Zagabria.